# Tangata tautuku
Tangata tautuku är en spindelart som beskrevs av Forster och Norman I. Platnick 1985. Tangata tautuku ingår i släktet Tangata och familjen Orsolobidae. Inga underarter finns listade i Catalogue of Life.